# 怒海孤鴻
《怒海孤鴻》（英語：Drifters）是香港電視廣播有限公司的時裝劇集，全劇共25集，監製劉仕裕。林文龍及黎珈而領銜主演。
本劇於2009年5月10日在TVB星河頻道“周日中午劇場”時段重播，2017年10月11日於TVB經典台以「我們的⋯林文龍」系列重播。

## 故事大綱
八十年代，樸實農民洪峰（林文龍飾 ）到廣州投靠父親生前好友凌淑娥，卻與淑娥子凌康（劉錫明飾）產生誤會，峰自知不可長期寄人籬下，便憑一手廚藝自立，康好高鶩遠，欲追求高幹之女古曉琳（梁藝齡飾），曉琳卻戀上峰，其後，康竟誤殺前度女友黃婉貞（崔嘉寶飾），更嫁禍於峰，令峰身陷絕境。
峰為自救，便偕曉琳逃亡香港，惜中途失散，因抵壘政策誤點，曉琳取得身份證，峰卻成黑市居民，曉琳惟有投靠姑姐古冰（南紅飾）及姑丈符從富（胡楓飾），並四處打探峰之下落。峰其時邂逅富家女程家寶（黎姿飾），家寶即暗戀峰，並得到兄長程家興（吳啟明飾）的支援但遭父程大坤（秦煌飾）反對。峰終重遇曉琳，而康亦申請到港，康誓要得到曉琳，家寶亦對峰情根深種。康為達目的，不惜再陷害峰，峰面對重重困難該如何應付？面對曉琳與家寶，又如何抉擇？

## 演員表

### 符家
| 演員  | 角色   | 暱稱/關係                                                                 |
| 胡 楓 | 符從富 | 古冰之夫 古曉琳之姑丈 於第25集因煤氣爆炸身亡，被凌康間接害死              |
| 南 紅 | 古 冰  | 符從富之妻 古鎮邦之妹 古曉琳之姑姐 於第25集因煤氣爆炸身亡，被凌康間接害死 |
| 鄒 靜 | 符小惠 | 符從富之女 於第25集因煤氣爆炸身亡，被凌康間接害死                         |

### 凌家
| 演員   | 角色   | 暱稱/關係 |
| 蘇杏璇 | 凌淑娥 | 凌康之母 程大坤前妻 於第24集被凌康害死 |
| 劉錫明 | 凌 康  | 醫生/商人/興利百貨主任/通緝犯 程大坤、凌淑娥之私生子 程家興、程家寶之同父異母哥哥 喜歡古曉琳 洪峰之情敵 黃婉貞前男友 於第5集誤殺黃婉貞，後嫁禍洪峰 誤殺凌淑娥、程家興 於第23集強姦古曉琳 於第24集被古曉琳推落電梯槽，跌斷一腳 於第25集間接害死符從富、古冰、符小惠 最後中了自己的鎗 |

### 古家
| 演員   | 角色   | 暱稱/關係 |
| 蔡國慶 | 古鎮邦 | 公安局長 何菁之夫 古冰之兄 古曉琳之父 |
| 白 茵  | 何 菁  | 院長 古鎮邦之妻 古曉琳之母 |
| 梁藝齡 | 古曉琳 | 廣州醫生/文員/私人助理/香港非英聯邦執照醫生/囚犯/夜總會舞小姐/峰富牛河店老闆娘 古鎮邦、何菁之女 洪峰之女友，後為其妻 凌康之追求對象 程家寶之好友兼情敵 於第23集被凌康強姦 於第24集洪峰與凌康爭執期間將凌康推下電梯槽，後被判入獄 於第25集出獄 |

### 程家
| 演員   | 角色   | 暱稱/關係                                                               |
| 秦 煌  | 程大坤 | 趙愛芳之夫 凌淑娥之前夫 凌康、程家興、程家寶之父 因受不住喪子之痛而逝世 |
| 謝月美 | 趙愛芳 | 程大坤之妻 程家興、程家寶之母                                           |
| 吳啟明 | 程家興 | 程大坤、趙愛芳之子 程家寶之兄 喜歡古曉琳 被凌康見死不救困在車裡被炸死   |
| 黎珈而 | 程家寶 | 程大坤、趙愛芳之女 程家興之妹 喜歡洪峰 於第25集替洪峰擋下凌康一槍       |

## 其他重要角色
| 演員   | 角色   | 暱稱/關係 |
| 林文龍 | 洪 峰  | 廣東農民/廣州火車站搬運工/牛河店老闆/建築地盤工人/傢俬店工人/峰富大排檔老闆 古曉琳之男友 程家寶之鍾情對象 凌康之情敵 陳蝦妹、張大海之好友 |
| 崔嘉寶 | 黃婉貞 | 護士 凌康之前女友 於第5集被凌康誤殺 |

## 其他演員
- 江明輝 飾 陳蝦妹（洪峰之好友）
- 西川千秋 飾 菲　傭
- 梁健平 飾 鄧　基（程家寶之男友）
- 王翠玉 飾 小　梅
- 承　恩 飾 何少傑
- 麥子雲 飾 扒手炳
- 關　菁 飾 張大海
- 黃志偉 飾 何　亮
- 凌志華 飾 鍾向明
- 林文森 飾 包　玲
- 羅雪玲 飾
- 亦　羚 飾 余敏英
- 游　飇 飾 同學甲
- 麥志祥 飾 同學乙
- 羅國維 飾 沈科長
- 飾 劉翠華（黃婉貞之好友；胡錦安之妻）
- 王偉樑 飾 強
- 陳亦雯 飾 瑩　瑩
- 馮瑞珍 飾 婆　婆
- 關子標 飾 楊東川
- 虞天偉 飾 胡錦安（劉翠華之夫）
- 艾　威 飾 唐　昇
- 黃思恩 飾 莫志基
- 區　嶽 飾 方律師
- 何璧堅 飾 審判長
- 呂劍光 飾 檢察官
- 黃瑋琳 飾 流氓超
- 黃成想 飾 大哥窩
- 曾耀明 飾 導　師
- 張百賢 飾 助　手
- 孫季卿 飾 余　伯
- 戴少民 飾 入境處職員
- 黃建峰 飾 偷渡客
- 梅　蘭 飾 陳師奶
- 蘇恩磁 飾 茗　姐
- 曹　濟 飾 管工彪
- 李成昌 飾 冼　軍
- 郭政鴻 飾 葉萬成
- 黃文標 飾 彭　飛
- 蕭山仁 飾 朱經理
- 何昭傑 飾 賊
- 呂劍光 飾 旺　伯
- 劉鳳娟 飾 新聞報導員
- 鄭維嘉 飾 Kelly
- 鄧煜榮 飾 李主任
- 譚一清 飾 黃主任
- 黃天鐸 飾 陳主任
- 蔡欣樺 飾 雪(程大坤秘書)
- 祝文君 飾 Rosanna
- 陳　蕊 飾 Connie
- 譚兆明 飾 森
- 林道權 飾 勇
- 劉偉全 飾 公安甲
- 鄭君寧 飾 公安乙
- 郭卓樺 飾 公安丙
- 容嘉勵 飾 蓮
- 李衛民 飾 CID
- 姜為南 飾 CID
- 林家棟 飾 CID
- 田永加 飾 CID
- 方　傑 飾 醫　生
- 陳勉良 飾 蛇頭榮
- 劉煒全 飾 康同事
- 徐廣林 飾 炳　叔
- 麥嘉倫 飾 大口連
- 徐寶麟 飾 盲　毛
- 河國榮 飾 外國人
- 張　蓓 飾 Ivy
- 黃潔冰 飾 媽媽生
- 吳琦珊 飾 Gigi
- 盧　珍 飾 垃圾婆
- 彭峻輝 飾 廣告員周生
- 應善然 飾 廣告員葉生
- 陳中堅 飾 王律師
- 梁正昌 飾 Modes
- 梁官照 飾 Modes
- 謝敏儀 飾 Modes
- 蕭汝清 飾 Modes
- 陳雪麗 飾 Modes
- 張德榮 飾 Modes
- 方　強 飾 高級職員
- 陳鳳冰 飾 船　家
- 飾 王醫師
- 侯惠雲 飾 妖　女
- 凌　漢 飾 王廠長
- 劉兆璋 飾 D.J.
- 麥皓為 飾 檢控官
- 許志佳 飾 護衛員
- 許實賢 飾 CID
- 曾慧雲 飾 CID
- 李麗麗 飾 麗　姐（囚犯）
- 廖見玲 飾 Maggie
- 焦　雄 飾 森
- 鄧汝超 飾 標

## 歌曲
- 主題曲《怒海孤鴻》/《獨自在暴風雨中》(國語版)
  - 作曲：陳麗莉
  - 填詞：潘偉源 / 蔣東良 (國語版)
  - 主唱：王　傑
- 插曲《深宵中一個人》/《如果你真的在乎我》(國語版)
  - 作曲：陳秀男
  - 填詞：潘偉源 / 丁曉雯 (國語版)
  - 主唱：王　傑
- 插曲《你怎麼捨得我難過》/《你怎麼捨得我難過》(國語版)
  - 作曲：黃品源
  - 填詞：林振強 / 沈光遠 (國語版)
  - 主唱：劉錫明 / 黃品源 (國語版)
- 插曲《我的祖國》
  - 作曲：劉熾
  - 填詞：喬羽
  - 演唱：郭蘭英
- 插曲《在那桃花盛開的地方》（純音樂）

## 外部參考
- Drifters （页面存档备份，存于）